# Filip Benicius
Svatý Filip Benicius (Filippo Benizzi, Filippo Benizi; 15. srpna 1233, Florencie – 22. srpna 1285, Todi) byl italský presbyter, člen řádu Servitů, kterého byl druhým zakladatelem a pátým převorem.

## Život

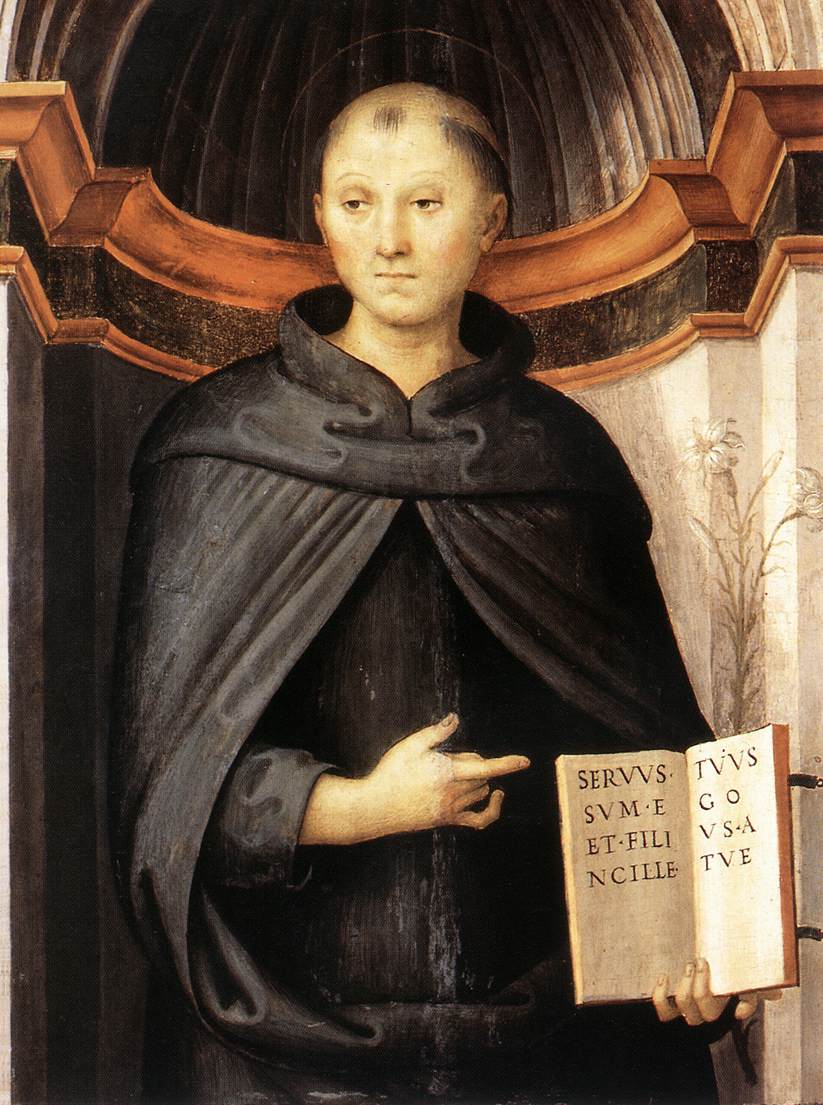
Pietro Perugino: Filip Benicius; Galleria nazionale, Palazzo Barberini, Řím (1507)

Svatý Filip Benicius (Benitius, Benici, Benizzi) se narodil ve Florencii. Pocházel ze šlechtického rodu Benizzi de Damiani. Studoval na univerzitách v Paříži a v Padově medicínu a filozofii. V 19 letech vstoupil do servitského řádu, tři roky strávil jako poustevník v Montesenario, jeho poustevna je zachována na vrchu Amiata při termálních lázních Bagni San Felipe nedaleko Sieny., pak se stal v řádovém učilišti v Sieně novicmistrem. V roce 1259 přijal kněžské svěcení. V červnu roku 1267 převzal úřad generálního představeného servitského řádu. Stal se druhým zakladatelem řádu, neboť zcela přepracoval jeho stanovy. Kromě toho založil ženskou větev tohoto řádu, servitky, a první představenou ustanovil sv. Julianu Falconieri, neteř sedmého zakladatele řádu Alessandra Falconieriho. Roku 1269 byl při konkláve ve Viterbu navržen do úřadu papeže jako nástupce Klementa IV. Reagoval na to útěkem do své poustevny. V roce 1274 druhý lyonský koncil koncil zakázal zakládání nových církevních řádů, zejména žebravých, které Svatý stolec do té doby neschválil. V roce 1276 papež Inocenc V. dopisem adresovaným Filipovi prohlásil řád za zrušený. Filip se vydal do Říma, ale papež před jeho příjezdem zemřel. Na Filipovo naléhání papež Jan XXI. řád servitů obnovil.
Když papež Martin IV. Filipa pověřil kázáním k ukončení konfliktu mezi guelfy a ghibelliny v některých italských městech, podařilo se mu ve Forli obrátit na víru politika jedné frakce, Pellegrina Laziosi. Ten pak vstoupil do řádu servitů, stal příkladným mnichem a roku 1726 byl kanonizován.
Podnikal misijní cesty po Itálii a Německu, a tak řád všude propagoval.
Jeho osobní heslo "Servus tuus sum, ego et filius ancillae tuae." (česky: Jsem tvůj sluha, já a syn tvé služky) bylo citátem z prvního verše 9. Knihy Vyznání svatého Augustina
Filip Benicius se příkladně staral o chudé a nemocné, pomáhal jim až do své smrti v roce 1285. Zemřel v umbrijském konventu San Marco ve městě Todi a v tamním kostele je také pohřben.

## Úcta
Filipovy ostatky byly vyzdviženy na oltář roku 1317 a od té doby se datuje jeho uctívání. Blahořečen byl roku 1645. Papež Klement X. jej svatořečil v r. 1671. Je uctíván katolickou církví, která jeho svátek slaví 23. srpna. K centrům jeho kultu kromě Todi patří bazilika a konvent řádu servitů Santissima Annunziata ve Florencii, kde je uctívána světcova relikvie ve stříbrné barokní relikviářové bystě, stejně jako tamní malba má na hlavě řádovou kápi, je to tzv. Pravá podoba (Vera effigies) Filipa Benicia.

## Ikonografie
Filip bývá vyobrazen jako bezvousý nebo vousatý řeholník v černém řádovém hábitu s knihou řádových pravidel nebo otevřenou s citátem ze sv. Augustina, s lilií, křížem (někdy s procesním křížem na žerdi), také s lebkou a přesýpacími hodinami. Jako mariánský ctitel může být vyobrazen klečící před trůnící Pannou Marií, nebo přihlížející jejímu Nanebevzetí. Ojedinělá je freska s dívkou, jedoucí ve zlatém kočáře, taženém lvem a beránkem, která předává Filipovi řádové roucho servitů (výjev z roku 1476 v kostele San Fiorentino v Perugii). V cyklech fresek jej často doprovází sv. Juliana Falconieri, v cyklech zázraků bývá vyobrazen při uzdravení posedlé ženy, vzkříšení mrtvého dítěte.
Sochu svatého Filipa Benicia na 13. pilíři Karlova mostu v Praze vytvořil Michal Bernard Mandel (1660–1711) ze salcburského bílého mramoru. Stojí na severní straně, naproti soše sv. Vojtěcha. Postava světce s kadeřavými vlasy, tonzurou a plnovousem je oděna v řeholním hábitu, u pasu má zavěšený růženec, v levé ruce drží kříž a ratolest lilie, je bez pokrývky hlavy a v posledním století také bez svatozáře. U nohou má odloženou tiáru, protože odmítl stát se papežem, a biskupskou mitru.

## Galerie

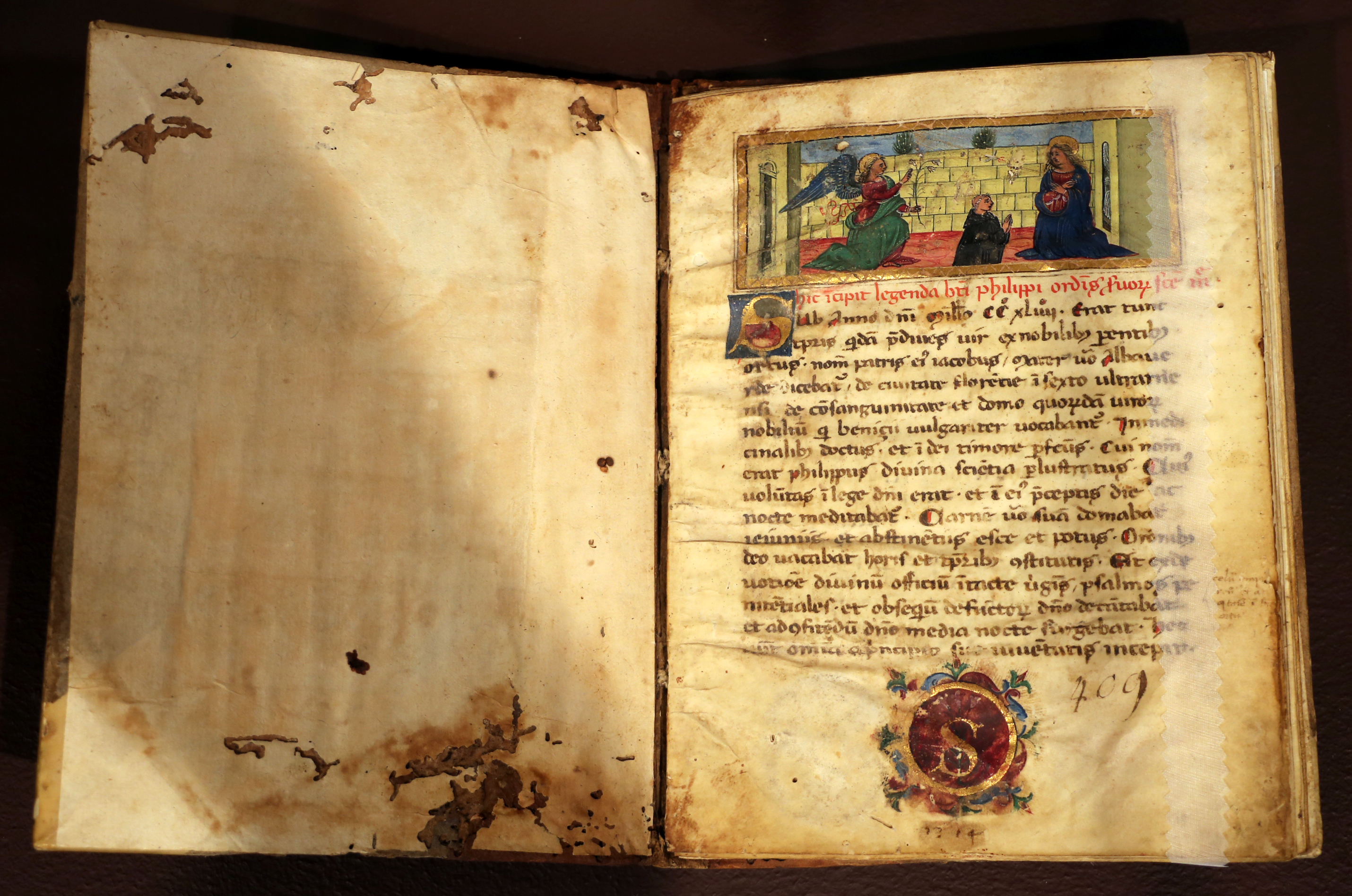
Legenda o blahoslaveném Filipovi, Florencie 1512
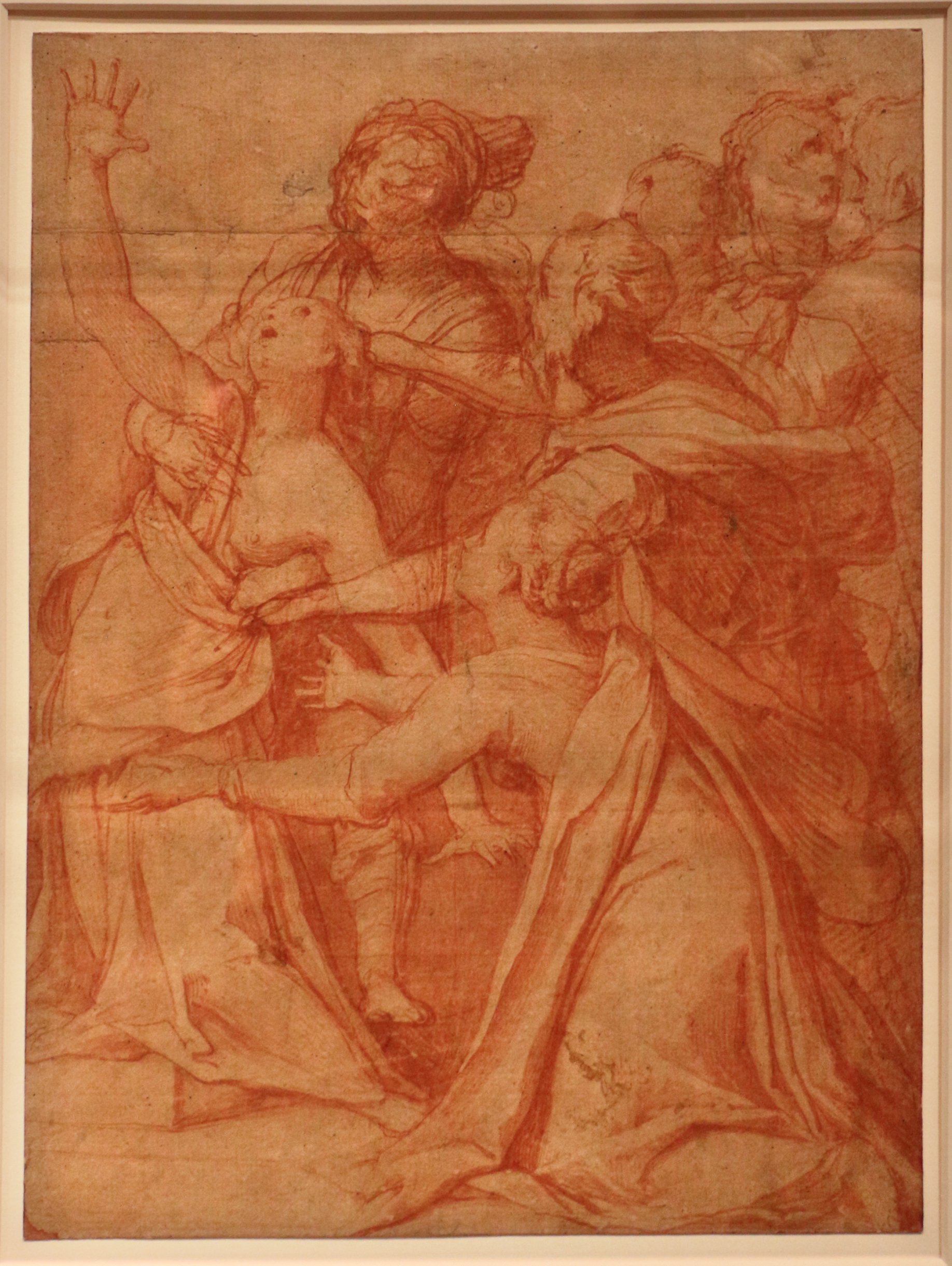
Taddeo Zuccari: Uzdravení posedlé dívky, 1557
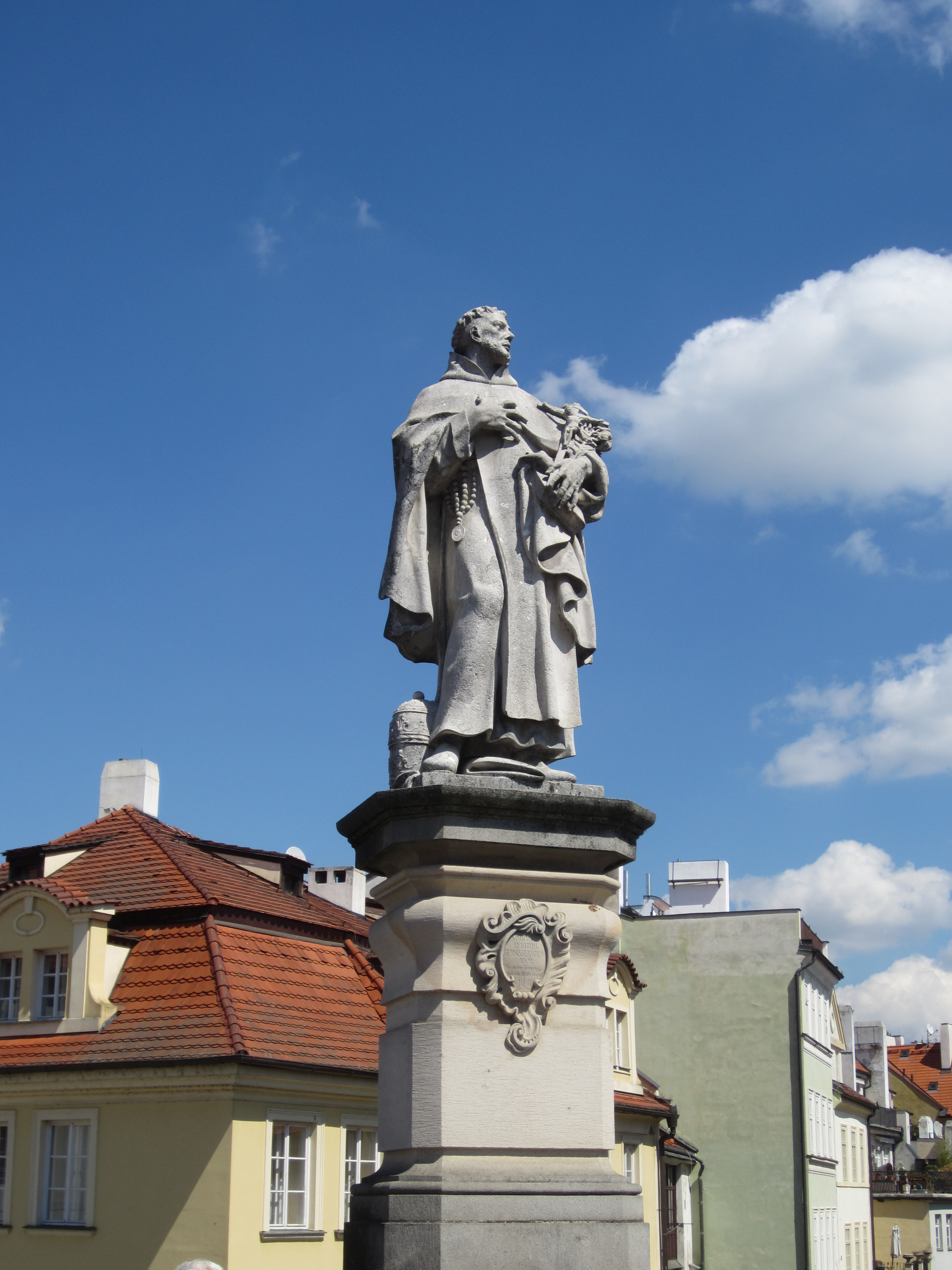
Socha z Karlova mostu (1711)
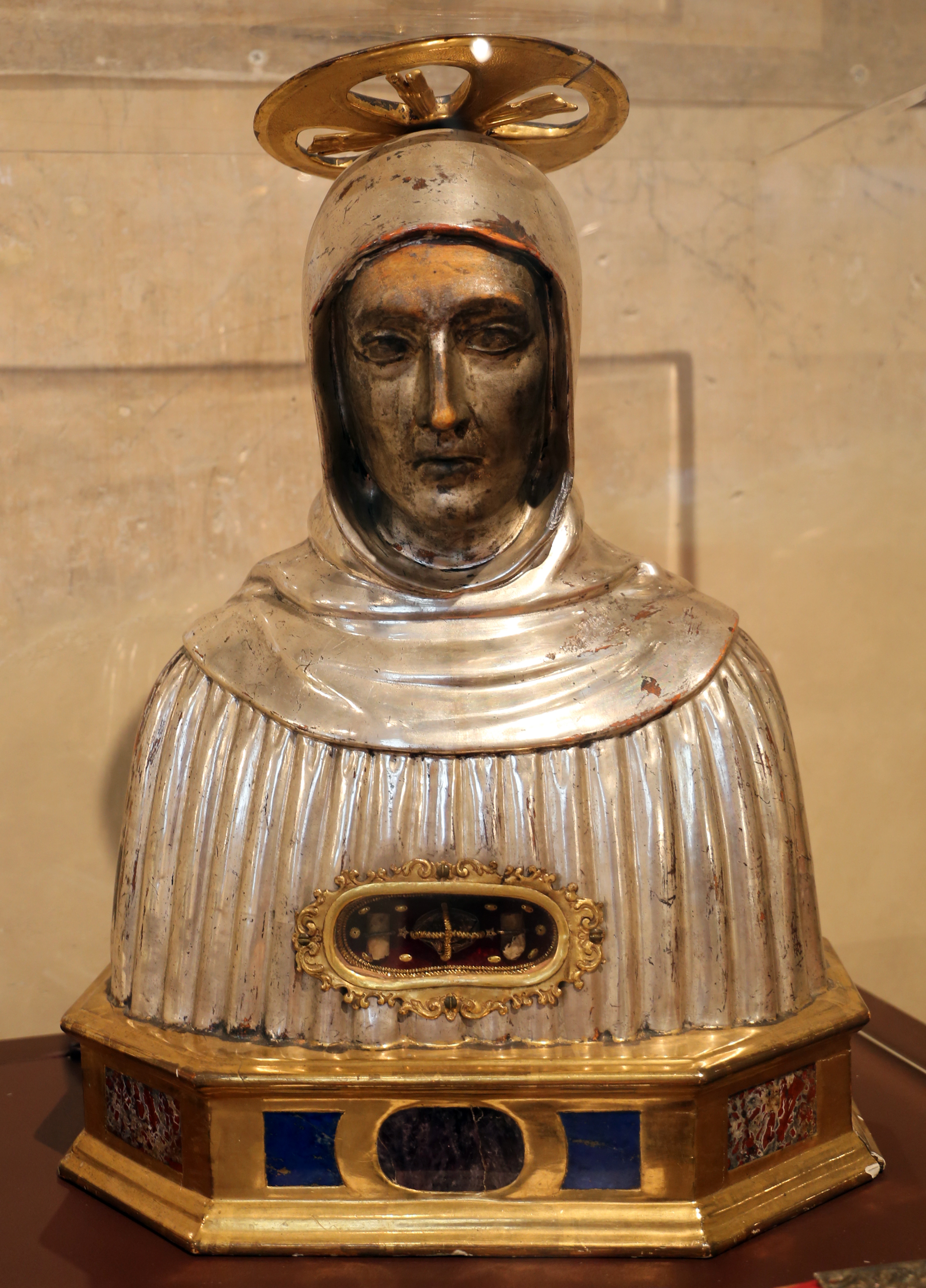
Relikviářová busta, Florencie 17. stol.
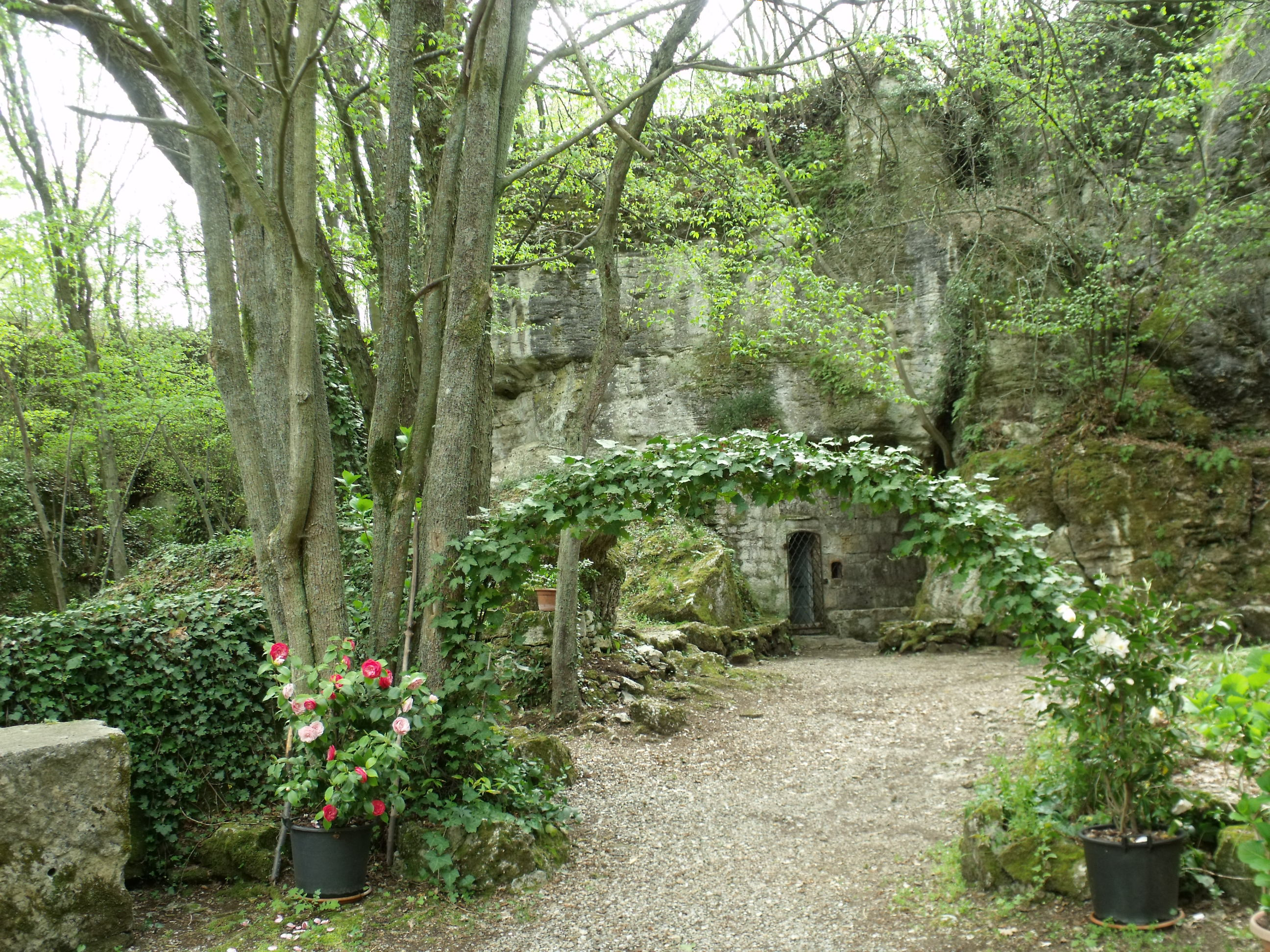
Jeskyně -poustevna sv. Filipa
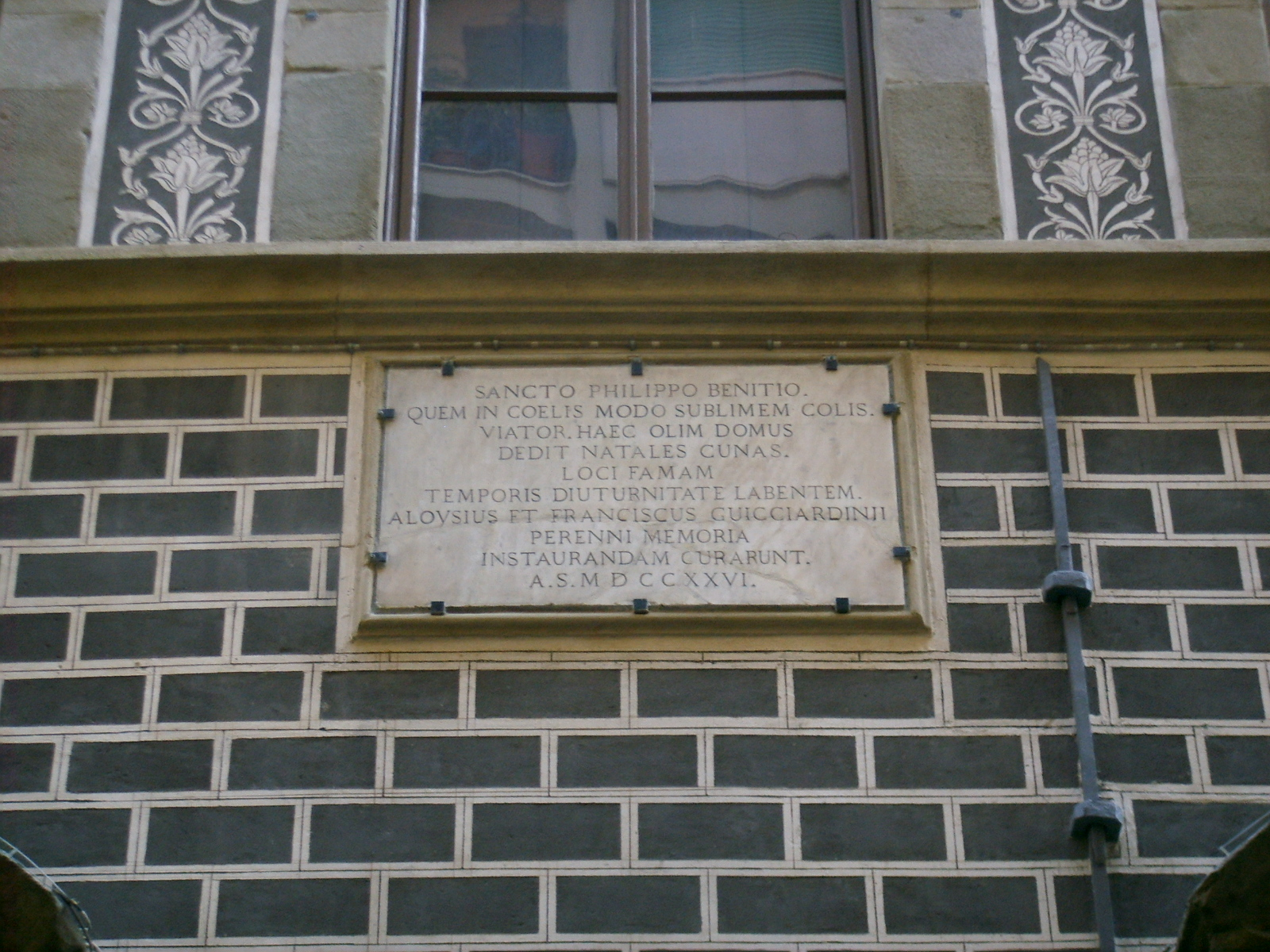
Pamětní deska o světcově daru paláce chudým, Palazzo Guicciardini ve Florencii